# اسپینت (ساز)

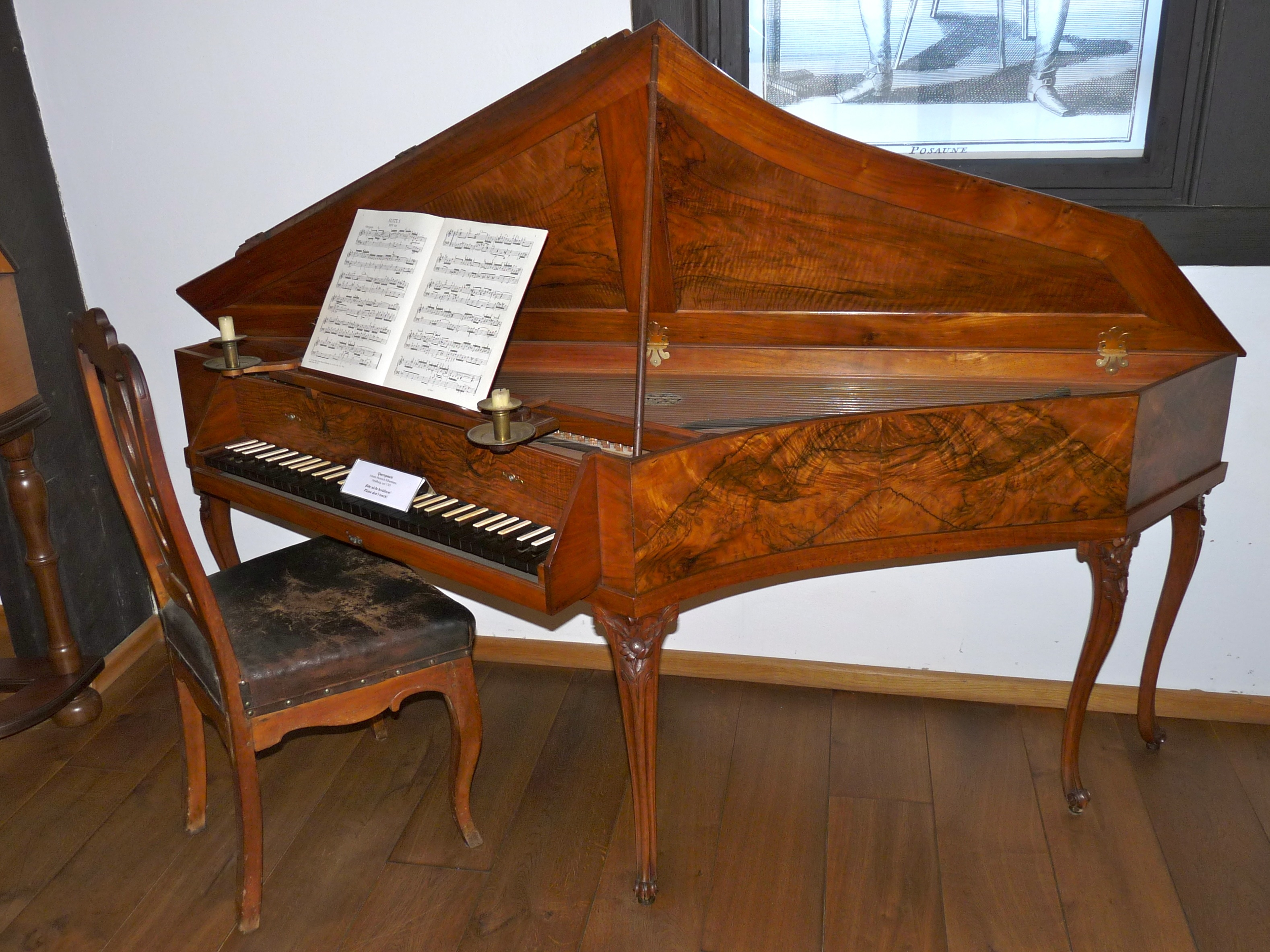
یادگاری از سال ۱۷۶۵، ساخته‌شده به دست یوهان هاینریش زیلبرمان، که همچنان صدا و زیبایی دوران خود را در دل تاریخ حفظ کرده است. این اسپینت در باخ‌هاوس واقع در آیزناخ آلمان نگهداری می‌شود. در نمای نزدیک‌تر بافت چوب و روکش‌کاری چینش جناغی ساز مشهود است. در این نوع روکش‌کاری، ورق‌های نازک چوب طوری کنار هم قرار می‌گیرند که گویی یک کتاب باز هستند و نقش‌های چوب در دو طرف قرینه است.

اِسپینِت (به انگلیسی: Spinet) یک نوع کوچک‌تر، ارزان‌تر و ساده‌تر از ساز‌های شستی‌دار، مانند: پیانو، ارگان و هارپسیکورد است.

## هارپسیکورد اسپینِت (کوژ)

#### معرفی و وجه تسمیه:
واژهٔ اسپینِت برگرفته از اصطلاح اسپینِتّا (Spinetta) در زبان ایتالیایی است. اگرچه برخی ریشهٔ این نام را به سازندهٔ احتمالی آن، جیووانی اسپینتی، نسبت می‌دهند، اما این واژه غالباً برای توصیف ساختار خاص و منحنی این ساز نیز به کار می‌رود. این اشاره به دلیل زاویه‌دار بودن جعبه و صفحهٔ صدای ساز نسبت به کلاویه‌ها است. قالب بدنهٔ این ساز انحنایی تقریباً ۳۰ درجه‌ای به سمت راست دارد و در کل، لغت اسپینت برای نمایاندن این طراحی خاص به کار گرفته می‌شود.

#### مکانیزماَکشن‌ها(Actions):
استفاده از پیشوند «هارپسیکورد» برای اسپینِت، بر این مفهوم تأکید دارد که مکانیزم صدادهی این ساز مشابه به ساز هارپسیکورد است؛ با این حال، سازوکار اکشن‌ها در آن اندکی تفاوت دارد. سیستم اکشن‌ها در اسپینت، شامل صفحه صدا (Soundboard)، خرک (Bridge)، شیطانک (Nut)، مضراب‌ها (Plectrums)، نگهدارندهٔ مضراب‌ها یا زبانه‌ها (Jacks)، سیم‌ها (Strings)، دَمپر‌ها (Dampers)، جک‌گایدها (به انگلیسی: Jack Guides, قطعاتی هستند که به منظور حفظ مضراب در مسیر و جهت صحیح حرکت طراحی شده‌اند) و نهایتاً رجیسترها (به انگلیسی: Registers, قطعاتی که برای فعال یا غیرفعال کردن صدای یک ردیف از سیم‌ها کاربرد دارند) می‌شود. تفاوت اصلی مکانیزم این دو ساز، بیش از آنکه در ساختار خودِ این قطعات باشد، در نحوهٔ چینش و آرایش آن‌هاست؛ این تفاوت در چینش نیز از طراحی زاویه‌دار و فشردهٔ اسپینت نشأت می‌گیرد و باقی سیستم صدادهی آن با هارپسیکوردهای معمول شباهت دارد.

### طراحی و ساختار هارپسیکورد اسپینِت:

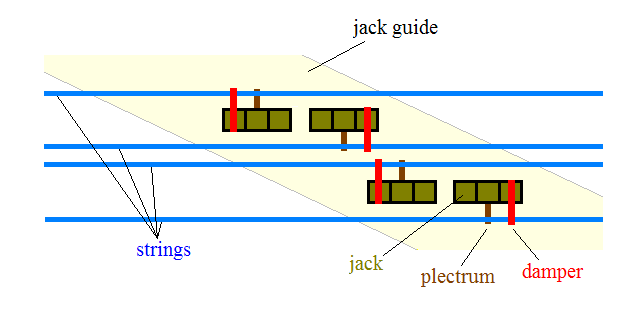
سیستم یک اکشن‌ در اسپینت: صفحه صدا، چیدمان مضراب‌ها، نگهدارنده مضراب‌ها، هدایت کنندهٔ مضراب‌ها، سیم‌ها، دَمپر‌ها و ردیف نگهدارندهٔ مضراب‌ها (Jack Rail)

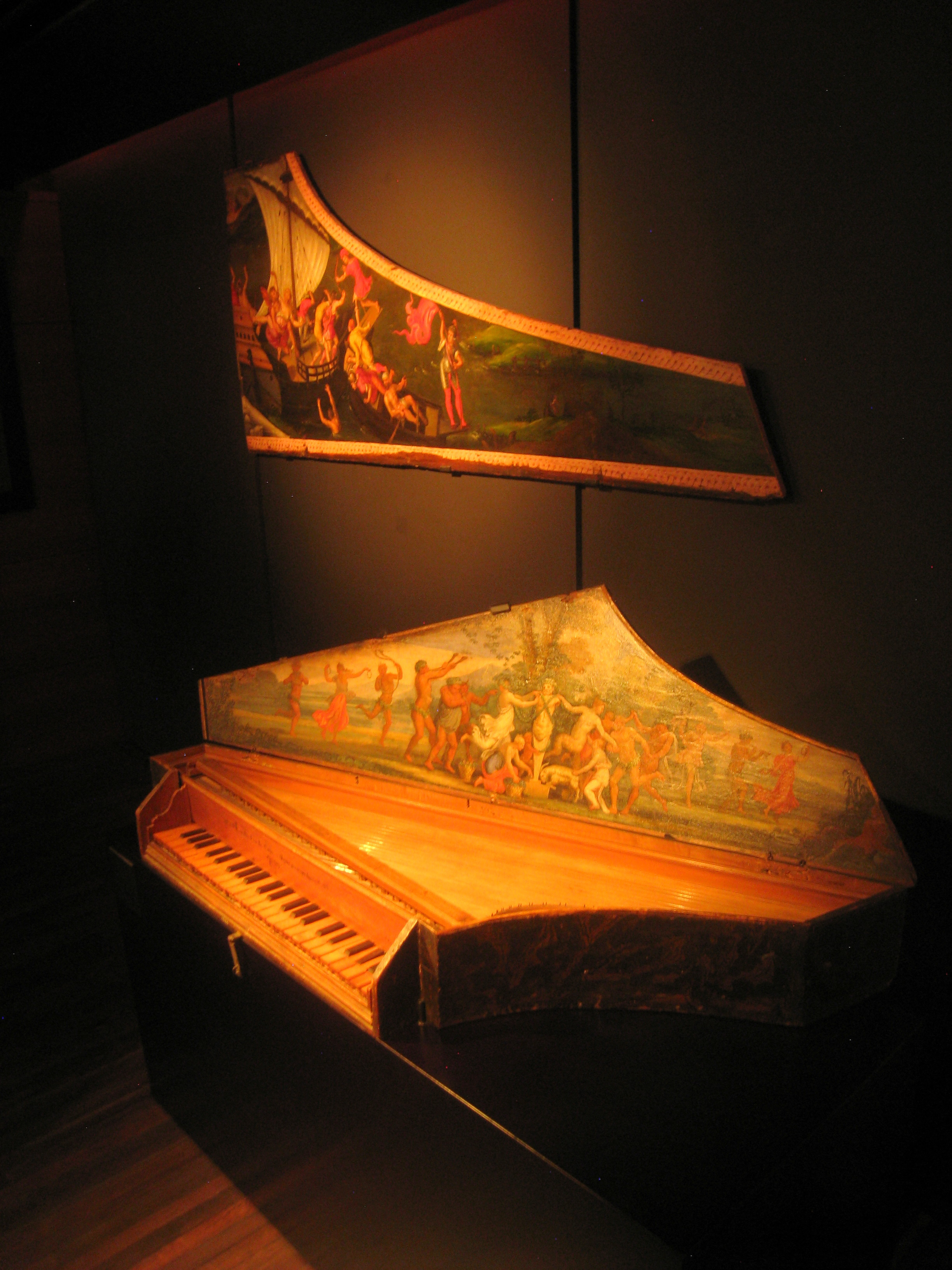
اسپینتی از زِنتی، ساختِ سال ۱۶۳۷، که اکنون در موزهٔ آلات موسیقی بروکسل نگهداری می‌شود.

ویژگی‌های ظاهری و ساختار منحصربفرد هارپسیکورد اسپینت، سبب تغییراتی در فیزیک این ساز نیز شده است، مانند طراحی خاص جعبه صوتی، صفحه صدا و چیدمان سیم‌ها و اکشن‌ها نسبت به محل قرارگیری کلاویه این ساز در قیاس با هارپسیکورد فول سایز. آنچه در درجه اول اسپینت را از هارپسیکوردهای معمول متمایز می‌کند، زاویه سیم‌ها آن است. در هارپسیکورد سیم‌ها با زاویه ۹۰ درجه نسبت به کلاویه‌های ساز (یعنی موازی با محل نشستن نوازنده) قرار دارند، همچنین در ساز شستی‌دار دیگر، مانند ویرجینال‌ نیز سیم‌ها به صورت موازی با کلاویه‌های هستند، با این‌همه در اسپینِت سیم‌ها با زاویه حدوداً ۳۰ درجه نسبت به کلاویه‌ها (نسبت به جایگاه نوازنده) به سمت راست خم می‌شوند. شایان ذکر است که طراحی این ساز به صورت تقریبی مثلثی شکل می‌باشد و بخش بزرگی جعبه صوتی ساز به گوشه سمت راست مایل می‌شود. همچنین بلندترین بخش اسپینت، موازی و در مجاورت با سیم‌های باس (بم) است، که از گوشهٔ پایین سمت راست تا قسمت بالایی ساز، در سمت چپ نوازنده امتداد دارد. کلاویه‌ها نیز در به صورت معمول در بخش جلوی ساز قرار گرفته‌اند. معمولاً در گوشهٔ پایین سمت راست و کنارهٔ چپ ساز، دو لبهٔ کوچک‌تر وجود دارد که گوشه خمیده را به لبهٔ بزرگ و همین‌طور  لبهٔ بزرگ را نیز به قسمت جلویی متصل می‌کند. از دیگر ویژگی‌های اساسی مکانیزم این ساز می‌توان به چینش خاص سیم‌های آن که به صورت دودویی (دوتایی یا جفتی) درکنار یکدیگر قرار دارند اشاره کرد. شیوهٔ چینش سیم‌ها در این ساز به این گونه است که دوسیم مجاور، با فاصله‌ای حدوداً ۴ میلی‌متر از هم بر روی شیطانک قرار می‌گیرند، و همچنین فاصله‌ای که بین هر جفت سیم درنظر گرفته‌شده، حدوداً ۱۰ میلی‌متر (1 سانت) است. مضراب‌ها نیز به صورت جفت چینده شده و به دلیل حفظ فاصله بین دو سیم جفتی، خود آن‌ها نیز دارای فواصل نسبتاً بزرگتری هستند. به این شکل زبانه‌ها در جهت‌های مخالف در روبرو هم قرار می‌گیرند، و سیم‌های مجاور را در دو طرف این بازه بزرگ‌تر (فاصلهٔ ۱۰ میلی‌متر جفت‌ها)، با زخمه‌زدن به صدا در می‌آورند. همانطور که ذکر شد، در این نوع  چیدمان فواصل نیمی از سیم‌ها به جای ۱۰ میلی‌متر، ۴ میلی‌متر می‌باشد، و بستری را فراهم می‌کند تا تعداد بیشتری سیم را در یک جعبهٔ صوتی کوچک‌تر نسبت به هارپسیکورد گنجاند. با این‌همه طراحی جفتی سیم‌ها نیز دارای نقطه‌ضعف‌‌ها و مشکلاتی است. نقصی که در طراحی جفتی سیم‌ها وجود دارد این است که معمولاً اسپینت را به یک رده (ردیف) از سیم‌ها با کوک هشت-فوتی محدود می‌کند. اگرچه نوعی اسپینت به نام اسپینت دوسیمه نیز وجود دارد که توسط جان پِلِیِر ساخته‌شده و به نام او شناخته می‌شود. در یک هارپسیکورد فول سایز، معمولاً رِجیستِرها که زبانه‌ها را هدایت می‌کنند، می‌توانند کمی به اطراف جابجا شوند، و این امکان را به نوازنده می‌دهند تا کنترل صدای مجموعهٔ خاصی از سیم‌ها را به دست‌آورده، و به اختیار خود مجموعه‌ای از سیم‌های موردنظر را به صدا درآورد. این مکانیزم در اسپینت، به دلیل جهت‌گیری متناوب زبانه‌ها، غیرممکن است. البته موارد استثنایی و کم‌تر شناخته شده مانند اسپینِتونه نیز وجود دارد. البته زاویه‌دار بودن سیم‌ها تاثیراتی را نیز بر کیفیت صدای اسپینت داشت، و به طور کلی نمی‌توان نقاط تماس مضراب با سیم را به اندازه‌ی هارپسیکوردهای معمول به شیطانک نزدیک کرد. بنابراین، اسپینت‌ها معمولاً تن صدای (رنگ صوتی) کمی متفاوتی (صدایی تودماغی) داشتند، و البته تعداد هارمونیک‌های بالای نت‌ها نیز در آن‌ها کمتر بود. اسپینت‌ها همچنین صفحهٔ صدای کوچک‌تری نسبت به هارپسیکوردها داشتند، و به طور معمول صدای ضعیف‌تر و آهسته‌تری تولید می‌کردند. به همین خاطر، اسپینت معمولاً فقط یک ساز خانگی و اغلب مناسب مبتدیان بود، چراکه هم هزینهٔ خرید آن بسیار پایین‌تر بود و هم فضای کمتری را داخل خانه اشغال می‌کرد.

## تاریخچه هارپسیکورد اسپینِت
فرانک هوبارد، تاریخ‌نگار هارپسیکورد، در سال ۱۹۶۷ چنین عنوان کرد: «قدیمی‌ترین اسپینتی که من می‌شناسم، توسط هیرونیموس دِ زِنتیس در سال ۱۶۳۱ ساخته شده است. کاملاً محتمل است که زنتیس مخترع این نوع خاص از ساز بوده باشد که به طور گسترده در کشورهای دیگر کپی شده است.»  او در ادامه اشاره می‌کند که در فرانسه، اسپینت‌ها گاهی اوقات اِپینِت آ لیتالیِن (épinette à l'italienne) نامیده می‌شدند، که نشان‌دهنده منشأ ایتالیایی آن است.

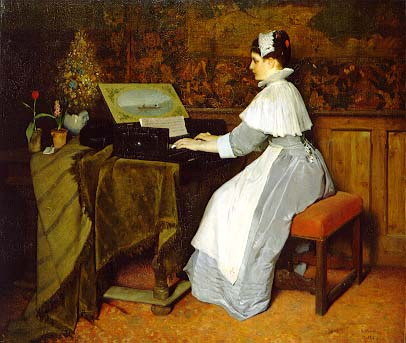
«دختری در کنارِ اسپینت»؛ نگاره‌ای از سال ۱۸۷۱، نقش‌بسته به دستِ گابریل فون ماکس.

در انگلستان، سازندگان اسپینت شامل جان پلیر، توماس بارتون، چارلز هاوارد، استیون کین، کاوتون استون و توماس هیچکاک بودند.
اسپینت بعدها به اسپینِتونه یا «اسپینت بزرگ» توسط بارتولومئو کریستوفوری (۱۷۳۱ – ۱۶۵۵)، مخترع پیانو، تکامل یافت. اسپینِتونه سازی بود دارای چندین ردیف سیم، که با آرایشی شامل یک ردیف با کوک ۸ فوتی و ردیف دیگر با کوک ۴ فوتی (1 × 8 ft, 1 × 4 ft) طراحی شده بود. این ساز از همان سازوکار مبتکرانه برای تعویض رجیسترها بهره می‌برد که کریستوفوری پیش‌تر در اسپینت بیضی‌ خود به کار بسته بود.
اسپینتونه در میان نوازندگان دربار مدیچی با استقبال چشم‌گیری مواجه شد و به عنوان یک موفقیت محلی شناخته شد. کریستوفوری در نهایت چهار نمونه از این ساز ساخت.
ساخت اسپینت امروزه نیز، گهگاه و بعضاً به شکل کیت‌های آماده، صورت می‌پذیرد. هدف از ساخت آن‌ها، کماکان همان مزایای دیرین می‌باشد، یعنی اقتصادی بودن و اشغال فضای اندک.

## مدل‌های دیگر اسپینِت

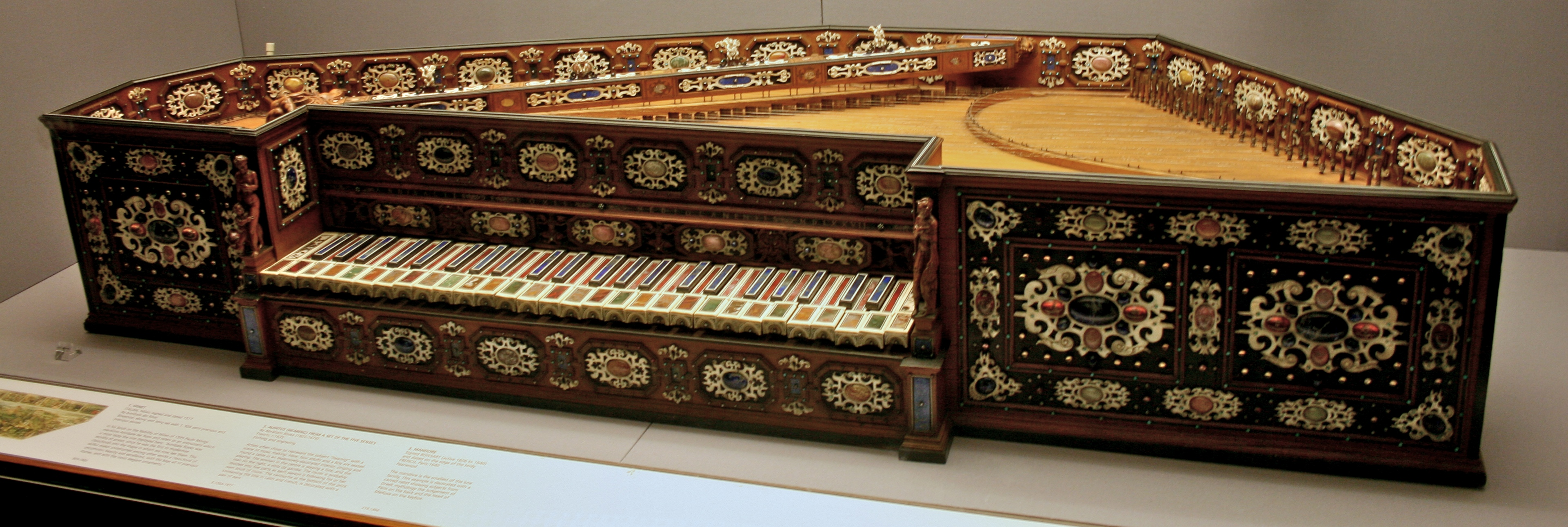
اسپینتی پنج‌ضلعی، آراسته به تزئیناتی فاخر، به‌جامانده از سال ۱۵۷۷ میلادی، از ساخته‌هایِ آنیباله دِئی روسی که گسترهٔ صوتیِ ۴۹ کلاویه را در بر می‌گیرد.

اسپینت پنج‌ضلعی، برخلاف اسپینت‌هایی که پیش‌تر به آن‌ها اشاره شد، در معنای رایجِ واژهٔ اسپینت نمی‌گنجید، بلکه نوعی ویرجینال به شمار می‌رفت؛ چرا که سیم‌های آن موازی با کلاویه‌ها قرار داشتند. معمولاً اسپینت پنج‌ضلعی نسبت به دیگر انواع ویرجینال‌ها فشرده‌تر و ظریف‌جثه‌تر بود، چرا که طراحی پنج‌ضلعی آن، حاصل بُرش گوشه‌های مدل مستطیلی‌شکل ویرجینال سنتی بود.
به‌طور کلی، واژه‌ی «اسپینت» (spinet) در گذشته لزوماً معنای دقیقی نداشت، به‌ویژه در زبان‌های فرانسوی «épinette» و ایتالیایی «spinetta» که تطابق معناییِ دقیقی با آن نداشتند. به عنوان نمونه، زمانی که بارتولومئو کریستوفوری در سال ۱۶۸۸ نوعی جدید از ویرجینال را ابداع کرد، آن را «اسپینت بیضی» نامید.

## نامگذاری

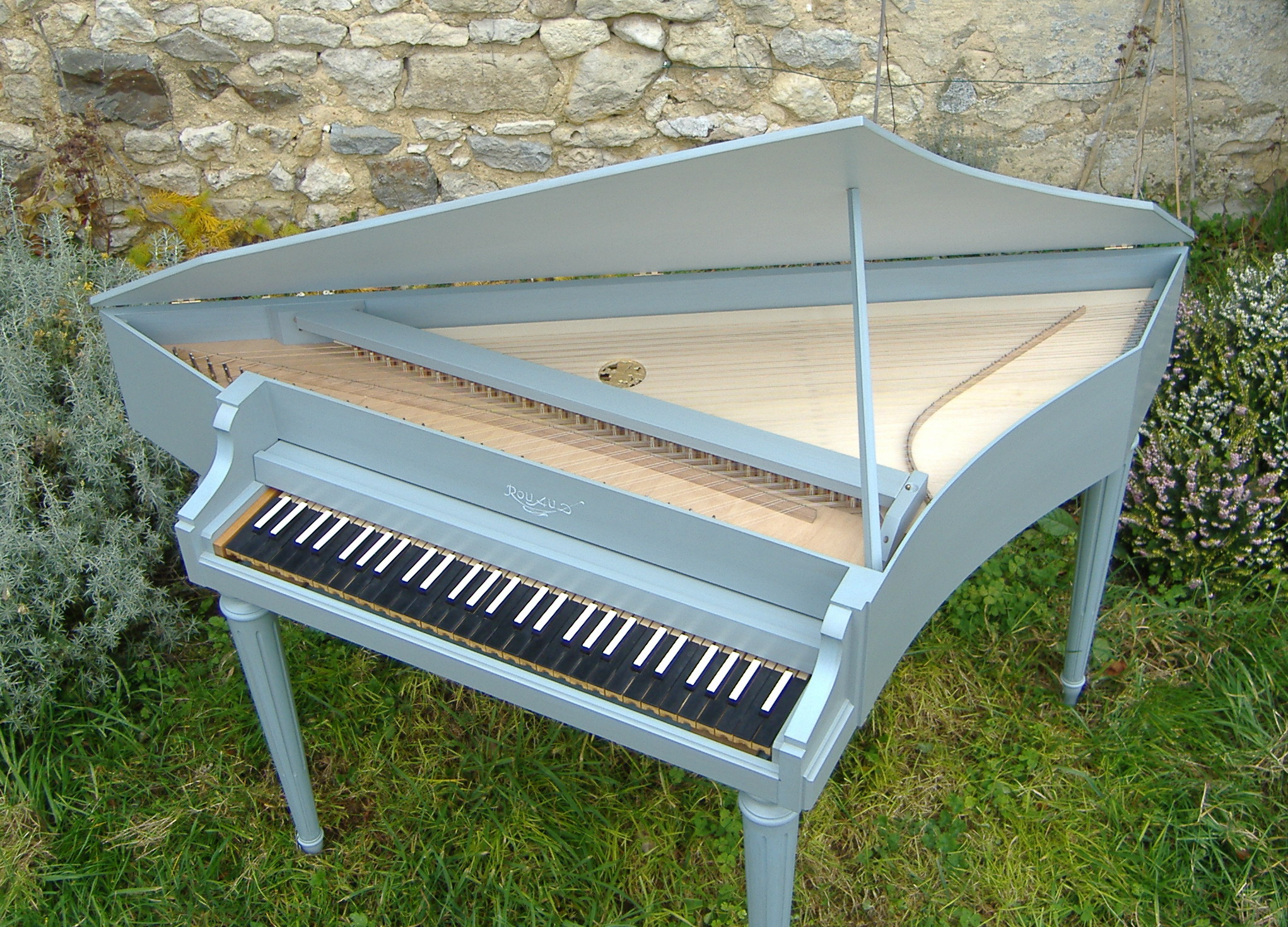
اسپینت خمیده‌ای نوین، هنرِ دستِ کارگاهِ کلاوسَن روئو در پاریس.

در دوران گذشته که املای زبان انگلیسی هنوز تثبیت‌نشده و ناپایدار بود، واژهٔ «spinet» گاه به صورت «spinnet» یا «spinnit» نیز نوشته می‌شد. امروزه شکل استاندارد و رایج این واژه «spinet» است.
واژهٔ spinet برگرفته از واژهٔ ایتالیایی spinetta (اسپینتا) است؛ این کلمه در زبان ایتالیایی سدهٔ هفدهم، به‌طور کلی برای اشاره به تمام سازهای زخمه‌ای به کار می‌رفت، به‌ویژه سازهایی که در زبان انگلیسی متداول در عصر الیزابت و جیمز اول با نام ویرجینال شناخته می‌شدند. در زبان ایتالیایی، واژهٔ ویژه‌ای که برای اشاره به ویرجینال به کار می‌رفت، spinetta a tabola بود؛ اصطلاحی که معنای آن، به‌روشنی، «اسپینتای رومیزی» است.
همچنین واژهٔ فرانسوی épinette (اپینت) که از spinetta (اسپینتا) وام گرفته شده، در زبان فرانسه به‌طور خاص برای اشاره به ساز ویرجینال (virginals) به کار می‌رود. با این حال، این واژه گاه به‌معنای گسترده‌تری نیز به‌کار می‌رود و می‌تواند به هر نوع ساز زخمه‌ای کوچک، مانند هارپسیکورد کوچک یا کلاویکورد نیز اطلاق شود.
در زبان آلمانی، برای اشاره به اسپینِت از واژه‌های Spinett (اسپینِت) و Querflügel (کوارفلوگل) استفاده می‌شود.
در نهایت، شایان ذکر است که اصطلاح dumb spinet (اسپینِت بی‌صدا) در ویرایش سال ۱۹۱۳ فرهنگ لغت وبستر، معادل manichord (مِنی‌کورد) یا clavichord/clarichord (کلاویکورد/کلاریکورد) دانسته شده است. این اصطلاح به نوعی از سازهای کلاویه‌دار اشاره دارد که به‌جای تولید صدای بلند، صدایی ملایم و مناسب تمرین داشتند و گاه برای تمرین بی‌صدا یا با صدای بسیار کم مورد استفاده قرار می‌گرفتند.

## پیانو اسپینِت

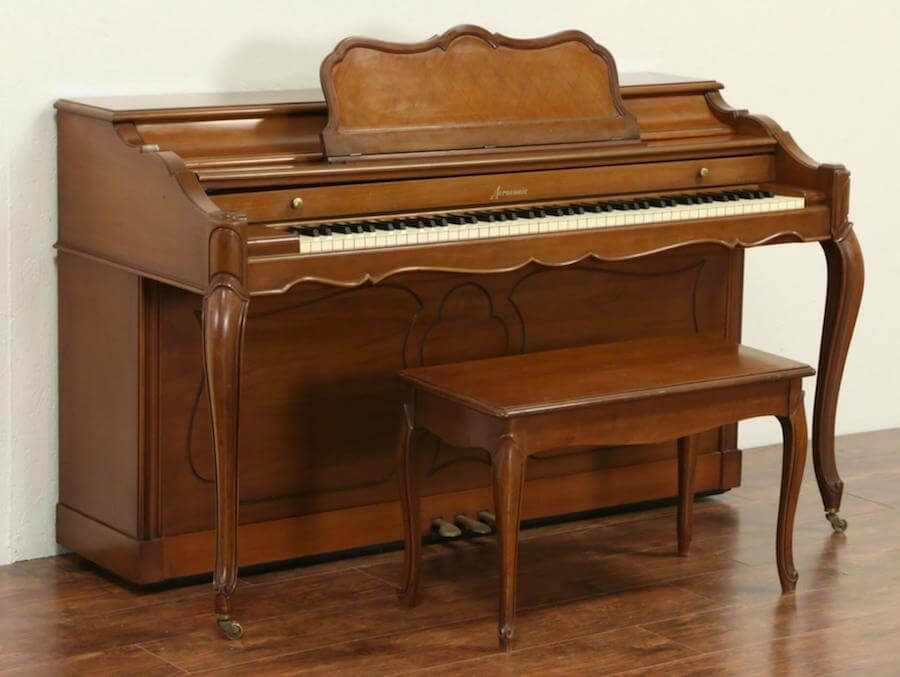
یک پیانو اسپینت.

پیانو اسپینت، که از دههٔ ۱۹۳۰ میلادی تا همین اواخر تولید می‌شد، عضوی از خانوادهٔ اسپینت‌ها به شمار می‌رفت و نقطهٔ اوجِ گرایش در میان سازندگان برای ساخت پیانوهای کوچک‌تر و ارزان‌تر بود. هدف آن، ارائهٔ پیانو با قیمتی نازل و در دسترس قرار دادن آن برای مالکانی بود که فضای اندکی در اختیار داشتند. امروزه، بسیاری از پیانوهای اسپینت که یادگاری از دوران تولیدشان هستند، همچنان مورد استفاده قرار می‌گیرند.
ویژگیِ متمایزکنندهٔ پیانو اسپینت، مکانیزمِ «دراپ اکشن» آن بود، که گاه «مکانیزم ضربهٔ غیرمستقیم اکشن» نیز نامیده می‌شود. در این سازوکار، کلاویه‌ها مستقیماً با اَکشِن درگیر نمی‌شدند؛ بلکه میله‌هایی به نام «استیکر» یا چوبک را به سمت بالا می‌کشیدند. این استیکرها نیز به نوبهٔ خود، اهرم‌هایی واقع در زیرِ سطحِ صفحه‌کلید را به بالا کشیده و از این طریق اَکشِن را به کار می‌انداختند. طول استیکرها به اندازه‌ای بود که سرِ چکش‌ها (بالاترین بخشِ اَکشِن) تقریباً در همان راستای عمودیِ صفحه‌کلید قرار می‌گرفت.

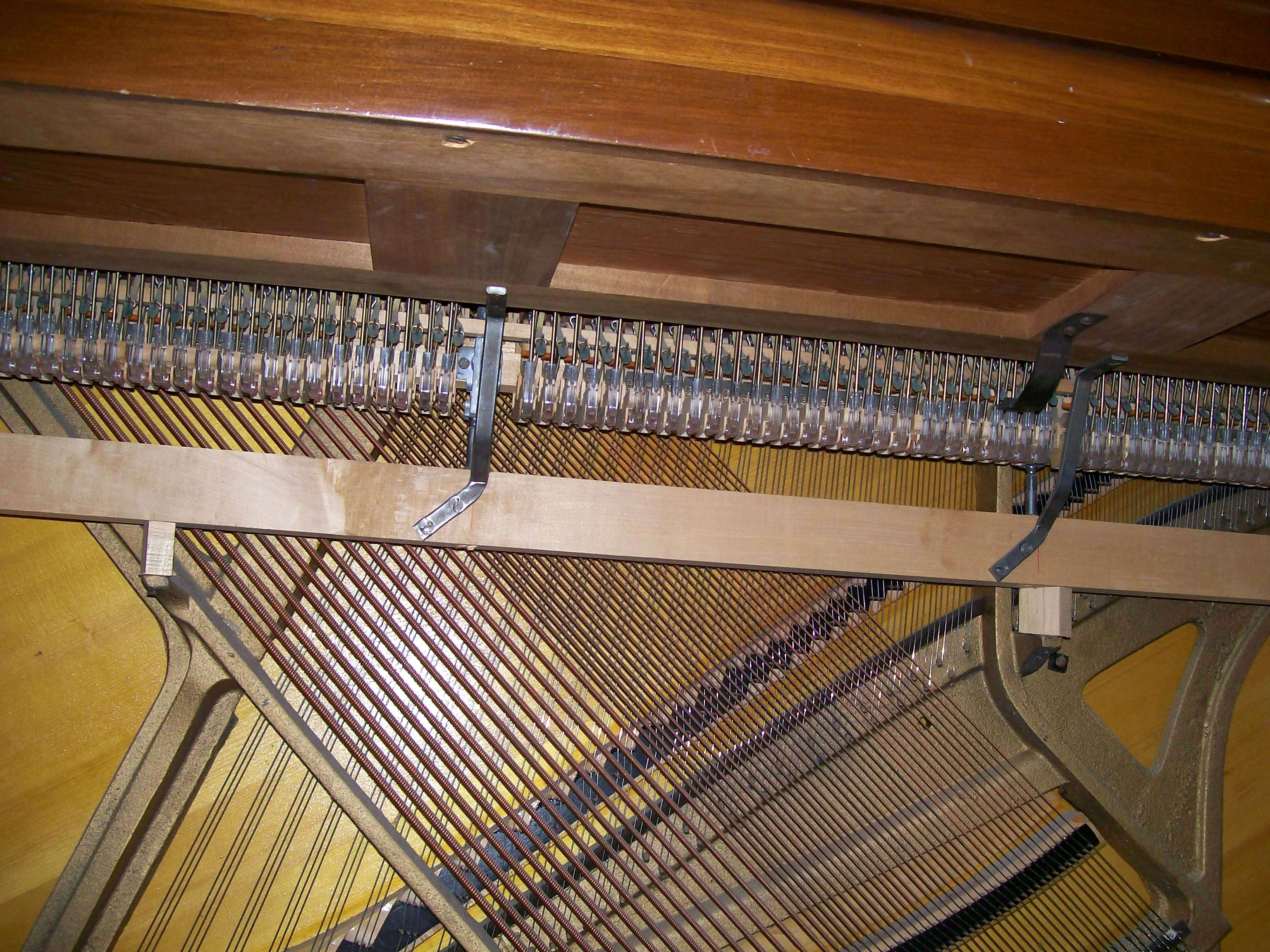
جزئیاتِ ساختار داخلیِ پیانو اسپینتِ گولبرانسن که تصویر آن در بالا آمده است. در این نما، مکانیزم دراپ اکشن (واقع در زیر سطح صفحه‌کلید) و همچنین زاویه‌بندیِ شدیدِ سیم‌ها قابل مشاهده است؛ این زاویه‌بندی برای دستیابی به طولِ کافیِ سیم در ارتفاعِ محدودِ بدنه، ضروری بوده است.

به لطفِ مکانیزم دراپ اکشن، پیانوهای اسپینت بسیار کوچک ساخته می‌شدند؛ به‌طوری‌که ارتفاعِ بخشِ بالاییِ یک اسپینت تنها چند اینچ بالاتر از سطحِ کلاویه‌ها قرار می‌گرفت. با این وجود، به گفتهٔ لَری فاین، نویسندهٔ کتاب‌های پیانو، هزینه‌ای که برای ساخت این ساز پرداخت می‌شد، بی‌دلیل نبود و کیفیت آن به روشنی تحت تأثیر قرار می‌گرفت. استیکرها «اغلب پرسر‌و‌صدا و دردسرساز» بودند. افزون بر این، برای ایجادِ فضا برای آن‌ها، کلاویه‌ها کوتاه‌تر ساخته می‌شدند، که این امر به «اهرم‌بندیِ بسیار ضعیف» و در نتیجه، کاهش دقت در نوازندگی و کنترل ضعیف‌تر بر ساز می‌انجامید. سرانجام، سیم‌های بسیار کوتاه اسپینت، دامنه‌ای محدود از هارمونیک‌ها را تولید می‌کرد و در نتیجه، کیفیتِ صدای نامطلوبی را به همراه داشت.
شایان ذکر است که مشکلات اسپینت تنها به نوازندگان محدود نمی‌شد؛ فرآیند دشوار سرویس‌دهی به آن نیز، این ساز را به کابوسی برای تکنسین‌های پیانو بدل ساخته بود. 
فاین دربارهٔ دشواریِ سرویس‌دهی به آن‌ها می‌نویسد: 
«سرویس‌دهی به اسپینت‌ها... بسیار دشوار است، زیرا حتی کوچک‌ترین تعمیری که مستلزمِ خارج کردنِ اَکشِن باشد، به یک مصیبتِ بزرگ تبدیل می‌شود. هر یک از استیکرهای اتصال‌دهنده باید جدا شده و به اَکشِن بسته شوند و تمام کلاویه‌ها باید از پیانو خارج شوند تا بتوان اَکشِن را بیرون آورد.»

## تاریخچه پیانو اسپینِت

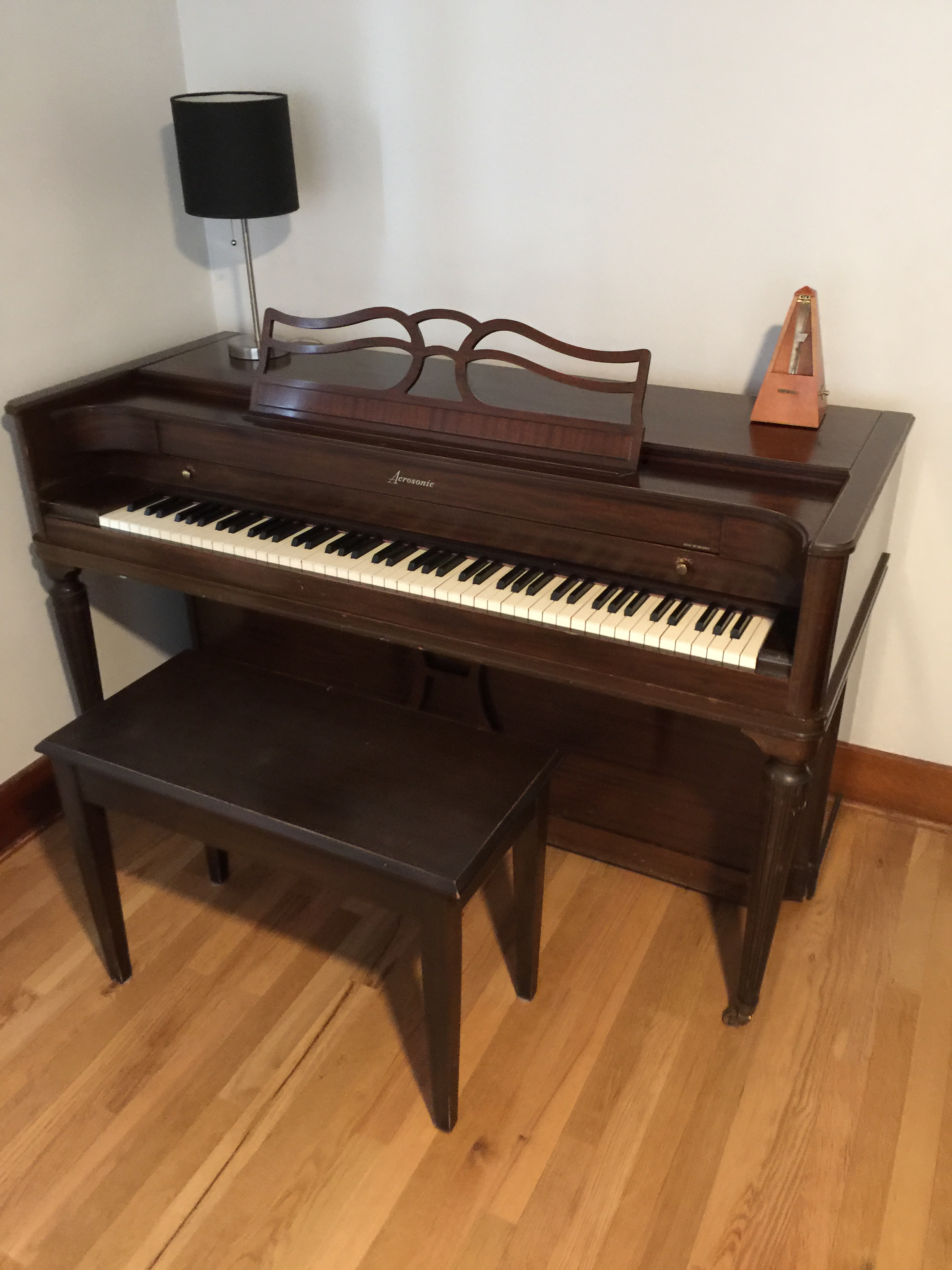
پیانو اسپینت ساختهٔ شرکت بالدوین که با نام تجاری اَکروسونیک فروخته می‌شد. تاریخ ساخت آن نامشخص است.

بر اساس گفته‌های تاریخ‌نگار پیانو، آرتور لوسر در سال ۱۹۵۴، نخستین پیانو اسپینت در ماه مه ۱۹۳۵ توسط یک سازندهٔ آمریکایی که لوسر نامش را ذکر نمی‌کند، به عموم عرضه شد. با این‌همه،  بنا‌بر «کتاب آبی پیانوها»، این سازنده، شرکت وینتر و شرکا بود که سرانجام بخشی از شرکت ایئولین-امریکن شد، و این پیانو را با نام وینتر «موزِت» به فروش می‌رساند. موزِت، به همراه دیگر اسپینت‌های مشابه، در ابتدا با موفقیت روبرو شد، چرا که در اوجِ دوران رکود بزرگ، تنها نوع پیانویی بود که بسیاری از مردم توان خرید آن را داشتند. به گفتهٔ لوسر، قیمت آن می‌توانست کمتر از ۳۰۰ دلار باشد، «حدود بیست و پنج درصد کمتر از یک پیانوی دیواری کوچک در سال ۱۹۲۴.» لوسر همچنین خاطرنشان می‌سازد که اسپینت پدیده‌ای کاملاً نوظهور نبود، چرا که پیش از آن نیز پیانوهایی با ابعاد بسیار کوچک در ادوار گوناگونِ سدهٔ نوزدهم ساخته شده بود.
روندِ خرید اسپینت توسط مردم پس از دههٔ ۱۹۳۰ نیز استمرار داشت. با این حال یک مطالعه در سال ۱۹۴۷ نشان می‌دهد، حدود نیمی از کل پیانوهای فروخته‌شده در طول آن سال، از نوع پیانوهای با سیم‌کشی عمودی و ارتفاعی برابر یا کمتر از ۳۷ اینچ (۰.۹۴ متر) بوده‌اند؛ ارتفاعی که مشخصهٔ اصلی اسپینت‌ها به شمار می‌رود. این ساز دهه‌ها پس از دههٔ ۱۹۳۰ محبوبیت خود را حفظ کرد، با این حال تولید آن سرانجام در اوایل دههٔ ۱۹۹۰ به پایان رسید.

## ارگ (ارگان) اسپینِت

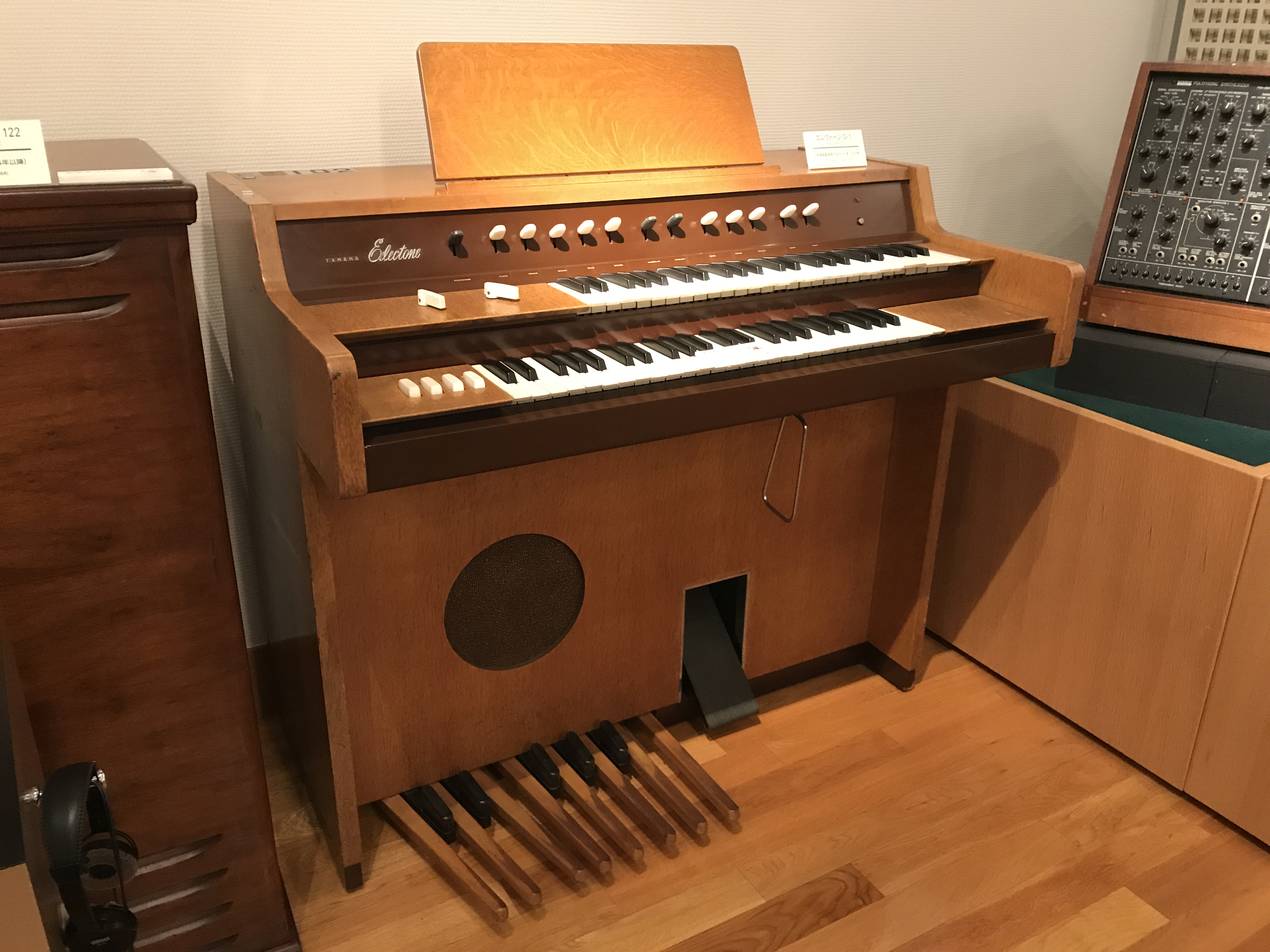
نخستین ارگ الکتونِ یاماها، مدل دی-۱ (D-1)، ساختهٔ سال ۱۹۵۹، مبتنی بر مدلِ یک ارگ اسپینت بود.

ارگ اسپینت (spinet organ)، که محصولِ اواسط قرن بیستم به شمار می‌رود، همان کارکردی را بر عهده داشت که پیشتر اسپینتِ هارپسیکورد و پیانو اسپینت ایفا می‌کردند؛ یعنی استفادهٔ خانگی و هزینهٔ پایین. این ساز از نظر ظاهری به یک پیانوی دیواریِ کوچک شباهت داشت و از کنترل‌ها و مکانیزم‌های عملکرد ساده‌شده‌ای برخوردار بود که هم تولیدشان هزینهٔ کمتری داشت و هم فراگیریِ آن‌ها در قیاس با سایر ارگ‌ها کمتر چالش‌برانگیز بود.

## تاریخچه ارگان اسپینِت
پس از پایان جنگ جهانی دوم، اغلب ارگ‌های الکترونیکیِ خانگی در فرمی ساخته می‌شدند که معمولاً ارگ اسپینت نام داشت؛ این پیکربندی نخستین بار در سال ۱۹۴۹ پدیدار گشت. این سازهای کوچک‌اندام و نسبتاً ارزان‌قیمت، به‌عنوان جانشینانی مناسب و اقتصادی برای هارمونیم‌ها، جای خود را در بازار یافتند. آن‌ها به‌منزلهٔ رقیبی برای پیانوهای خانگی به بازار عرضه می‌شدند و عمدتاً نوازندگان خانگی را هدف قرار می‌دادند که پیش‌تر با نواختن پیانو آشنا بودند. از همین رو، نام «اسپینت» برای آن‌ها برگزیده شد، که اشاره‌ای به معنای آن به‌عنوان گونه‌ای از پیانوهای دیواریِ کوچک داشت.

طراحی این سازها نیز به‌طور کامل با کاربری آن‌ها هماهنگ بود. ارگ اسپینت از حیثِ ظاهری به پیانو شباهت داشت و به کنترل‌ها و مکانیزم‌های عملکرد ساده‌شده‌ای مجهز بود که هم تولیدشان مقرون‌به‌صرفه‌تر بود و هم فراگیری آن‌ها – در قیاس با دیگر گونه‌های ارگ – آسان‌تر و دل‌پذیرتر. از جمله ویژگی‌های شاخصِ این نوع ارگ، قابلیتِ تولیدِ خودکارِ آکورد بود؛ در بسیاری از مدل‌ها، نوازنده می‌توانست تنها با فشردنِ یک نتِ پایه (tonic note) بر روی بخشِ مشخصی از صفحه‌کلید، آکوردی کامل را به‌منظورِ همراهی با ملودی تولید کند.

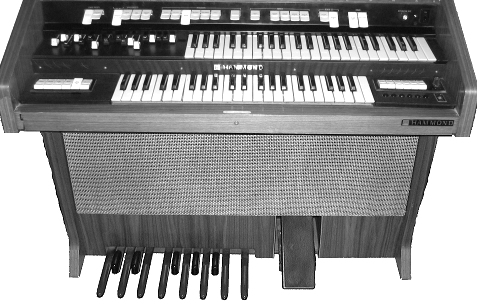
یک ارگ اسپینتِ رایج، که هاموند تی‌آر-۲۰۰ (Hammond TR-200) نمونه‌ای از آن است. این مدل به دو صفحه‌کلیدِ کوتاه مجهز بود که در آرایشی نامتقارن نسبت به هم قرار داشتند. پدال‌بوردِ این ارگ‌ها نیز معمولاً گستره‌ای بیش از یک اکتاو نداشت.

در ارگ‌های اسپینت، کلاویه‌ها معمولاً یک اکتاو کوتاه‌تر از استاندارد ارگ‌ها ساخته می‌شوند.  صفحه‌کلید بالایی، که معمولاً شامل ۴۴ نت از F3 تا C7 (نت‌گذاری علمی) است، فاقد نت‌های بم می‌باشد. در حالی که صفحه‌کلید پایینی معمولاً از F2 تا C6 امتداد دارد و فاقد نت‌های زیر است. صفحه‌کلیدها معمولاً نسبت به یکدیگر اختلاف جانبی دارند؛ این طراحی به نوازندگان تازه‌کار کمک می‌کند و آن‌ها را ترغیب می‌نماید تا دست راست را به صفحه‌کلید بالایی و دست چپ را به پایینی اختصاص دهند، اما این کار را ضروری نمی‌سازد. در عوض، این امکان را فراهم می‌آورد که از هر دو دست بر روی یک صفحه‌کلید واحد نیز استفاده شود.
سوئیچ‌ها تنظیم صدا در صفحه‌کلید بالایی معمولاً با طنینی بلندتر و روشن‌تر همراه بودند. دستورالعمل‌های کاربری نیز توصیه می‌کردند که ملودی بر روی صفحه‌کلید بالایی و هارمونی بر روی صفحه‌کلید پایینی نواخته شود. به نظر می‌رسد این طراحی به‌ویژه برای تشویق پیانیست‌ها، که به استفاده از یک صفحه‌کلید عادت دارند، انجام شده بود تا از هر دو صفحه‌کلید بهره ببرند. سوئیچ‌ها تنظیم صدا در این ارگ‌ها معمولاً محدود هستند و به‌شکل رایج به نام سازهای ارکستری شناخته می‌شوند. این سوئیچ‌ها معمولاً تنها قادر به تولید صدایی تقریبی از آن سازها هستند و در بسیاری از موارد، رنگ‌های صدایی واضح و شفاف دارند که حتی از سوئیچ‌های ارگ‌های تئاتری نیز درخشان‌تر به نظر می‌آیند. بلندگوهای ارگ اسپینت، برخلاف مدل‌های اولیهٔ هاموند در دهه‌های ۱۹۳۰ و ۱۹۴۰، درون بدنهٔ اصلی ساز، یعنی پشت تخته پایینی یا کیک‌بورد، قرار داشتند. این طراحی به بهینه‌سازی فضا کمک می‌کرد، اگرچه صدای تولیدشده توسط بلندگوهای داخلی معمولاً ضعیف‌تر از بلندگوهای مستقل بود. با این حال، برخی مدل‌ها جک‌هایی برای نصب بلندگوهای خارجی داشتند که در صورت تمایل کاربر، امکان استفاده از آن‌ها فراهم می‌شد.
پدال‌بورد ارگان اسپینت معمولاً تنها یک اکتاو را دربر می‌گیرد و اغلب قادر به نواختن بیش از یک نت به‌طور همزمان نیست. این پدال‌ها عملاً تنها با پای چپ قابل استفاده هستند و در برخی مدل‌ها فقط با انگشتان پای چپ می‌توان آن‌ها را نواخت. این محدودیت‌ها، در کنار صفحه‌کلیدهای کوتاه، ارگان اسپینت را برای اجرای موسیقی کلاسیک ارگ تقریباً بی‌فایده می‌سازد. در عین حال، این ویژگی به نوازندهٔ تازه‌کار خانگی ارگ این فرصت را می‌دهد تا چالش نواختن همزمان سه صفحه‌کلید (دو دست و یک پا) را تجربه کند. راهنماهای کاربر نیز معمولاً توصیه می‌کنند که نت پایه آکورد بر روی پدال نواخته شود.
پدال اکسپرسیون در سمت راست قرار داشت و معمولاً به‌طور جزئی یا کامل درون کیک‌بورد تعبیه شده بود. بنابراین تنها با پای راست به‌راحتی قابل دسترسی بود. این چیدمان سبکی غیررسمی از نوازندگی ارگ را به‌وجود آورد که در آن نوازنده به‌طور طبیعی پای راست خود را روی پدال اکسپرسیون قرار می‌داد، برخلاف ارگ‌نوازانِ آموزش‌دیدهٔ کلاسیک یا نوازندگانِ مدل‌های اولیهٔ هاموند. این وضعیت به‌طور غریزی نوازنده را به فشردن و رها کردن مکرر پدال اکسپرسیون در حین نواختن ترغیب می‌کرد، به‌ویژه اگر نوازنده پیش از این به استفاده از پدال نگهدارنده پیانو برای شکل‌دهی به موسیقی عادت کرده بود. این عمل نمایشی با پدال، به موسیقی ارگ خانگی ابعادی دینامیکی قوی‌تر بخشید که در بسیاری از آثار کلاسیک و سرودهای مذهبی دیده نمی‌شد و موجب تأثیرگذاری بر نسل جدید نوازندگان سازهای شستی‌دار گردید.
بدین ترتیب، مشاهده می‌شود که واژه «اسپینت»، فارغ از اینکه به هارپسیکورد، پیانو یا ارگ اطلاق شود، همواره به سازی اشاره داشته که با هدف مقرون‌به‌صرفه بودن و جای‌گیری در فضاهای محدود خانگی طراحی شده است. این ویژگی‌ها، اگرچه موجب محبوبیت گستردهٔ این سازها در دوران خود شد، اما در عین حال، محدودیت‌های فنی و کیفی ناشی از آن‌ها باعث گردید تا تولید این سازها کاهش یابد و جایگاه آن‌ها در دنیای موسیقی کمرنگ گردد.

## نگارخانه

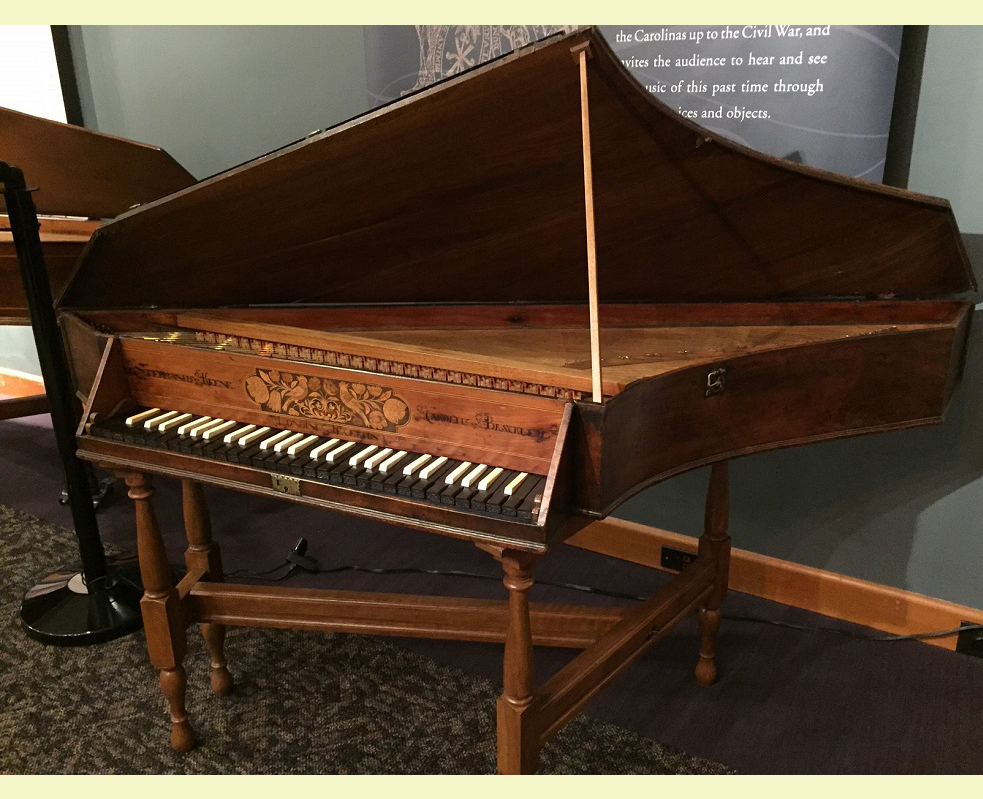
یک هارپسیکرد اسپینِت (منحنی) در موزه.
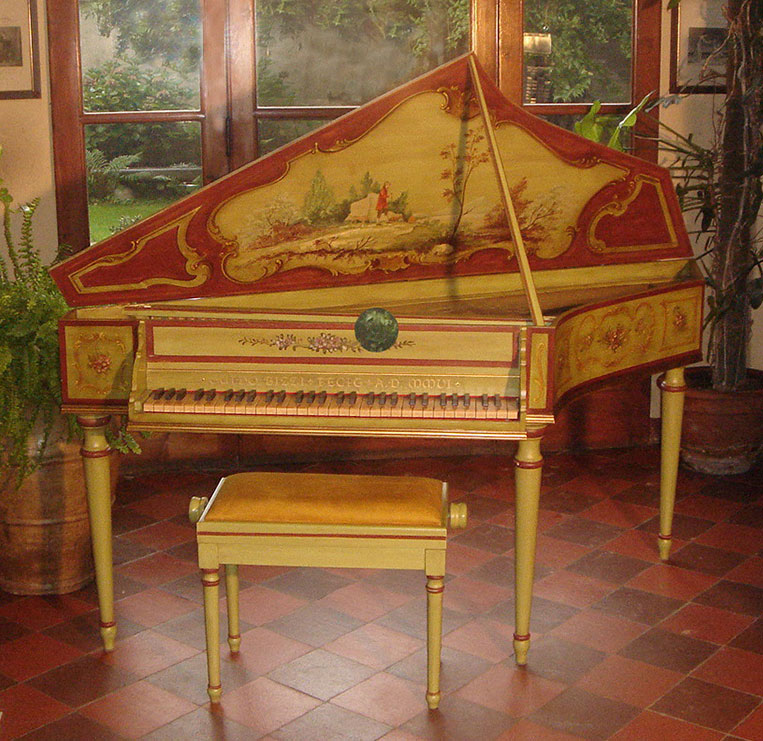
یک هارپسیکورد اسپینت (venetian).
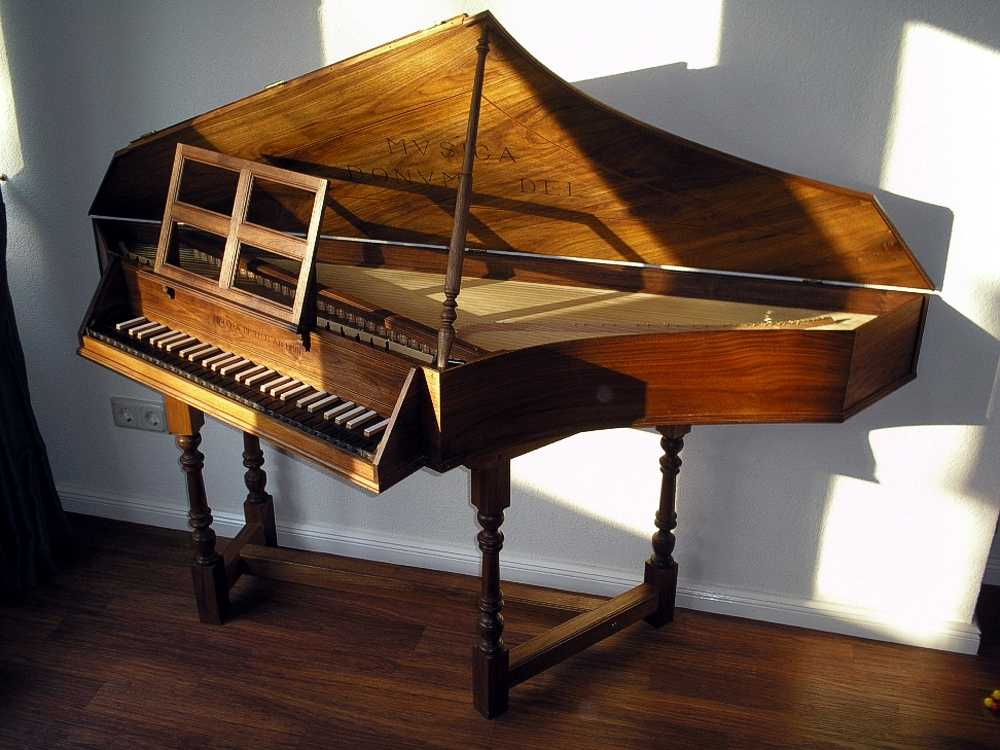
مدلی مدرن تر از هارپسیکورد اسپینت.
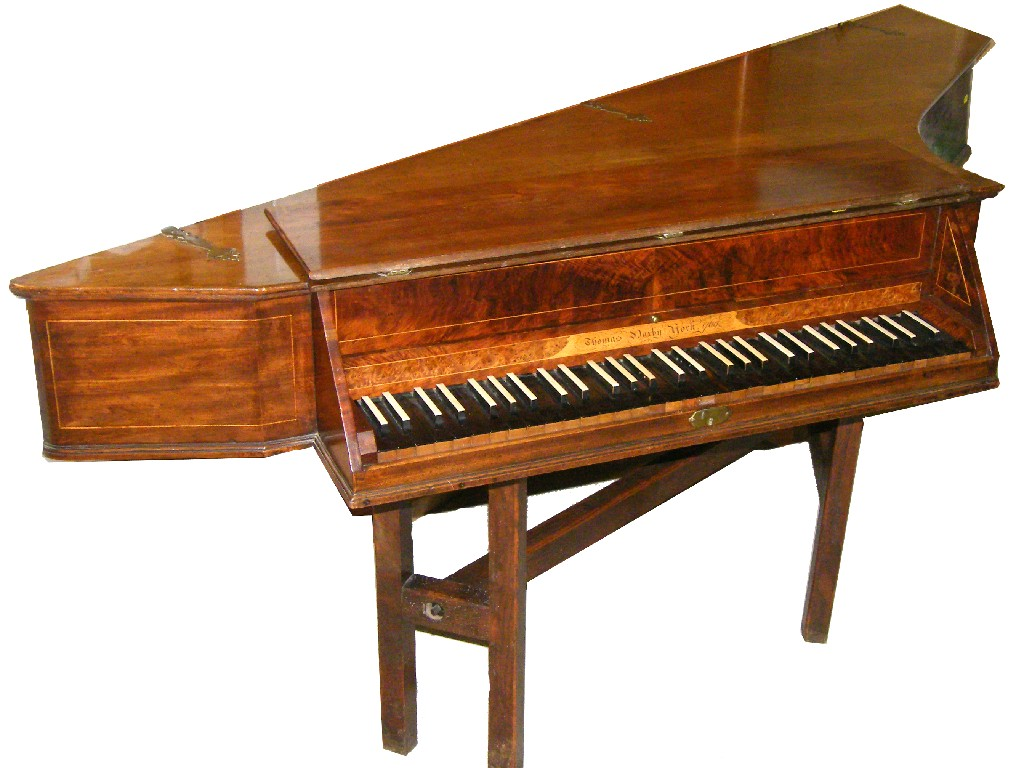
هارپسیکورد اسپینت
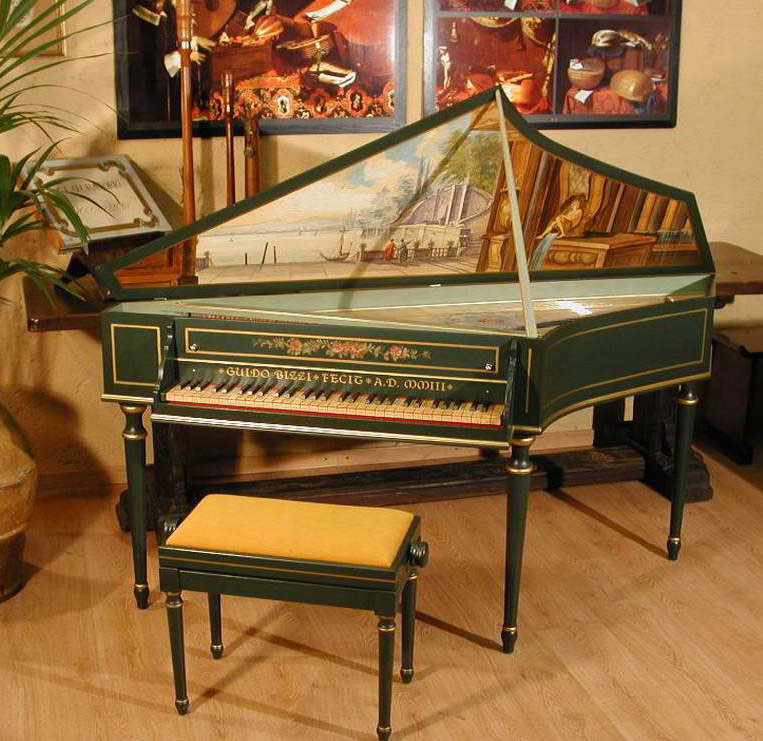
هارپسیکورد اسپینت
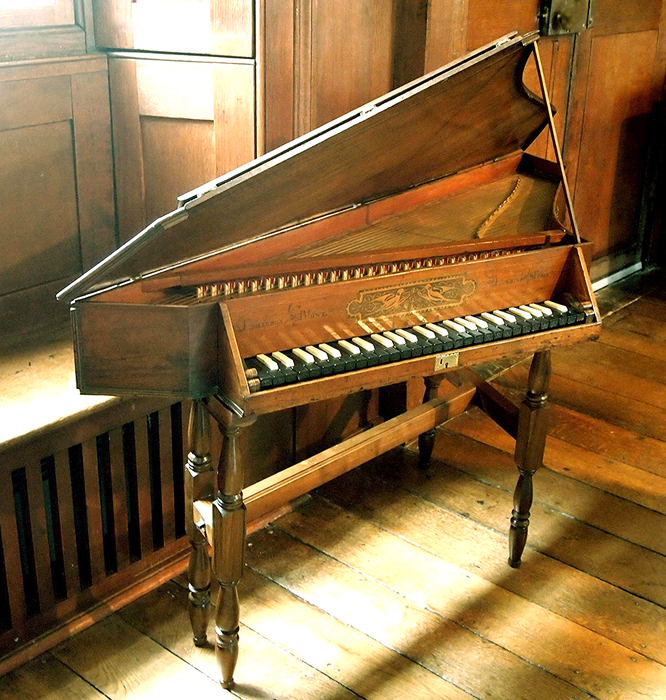
هارپسیکورد اسپینت
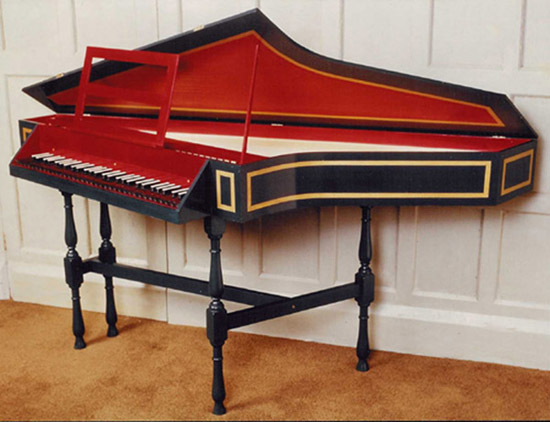
هارپسیکورد اسپینت
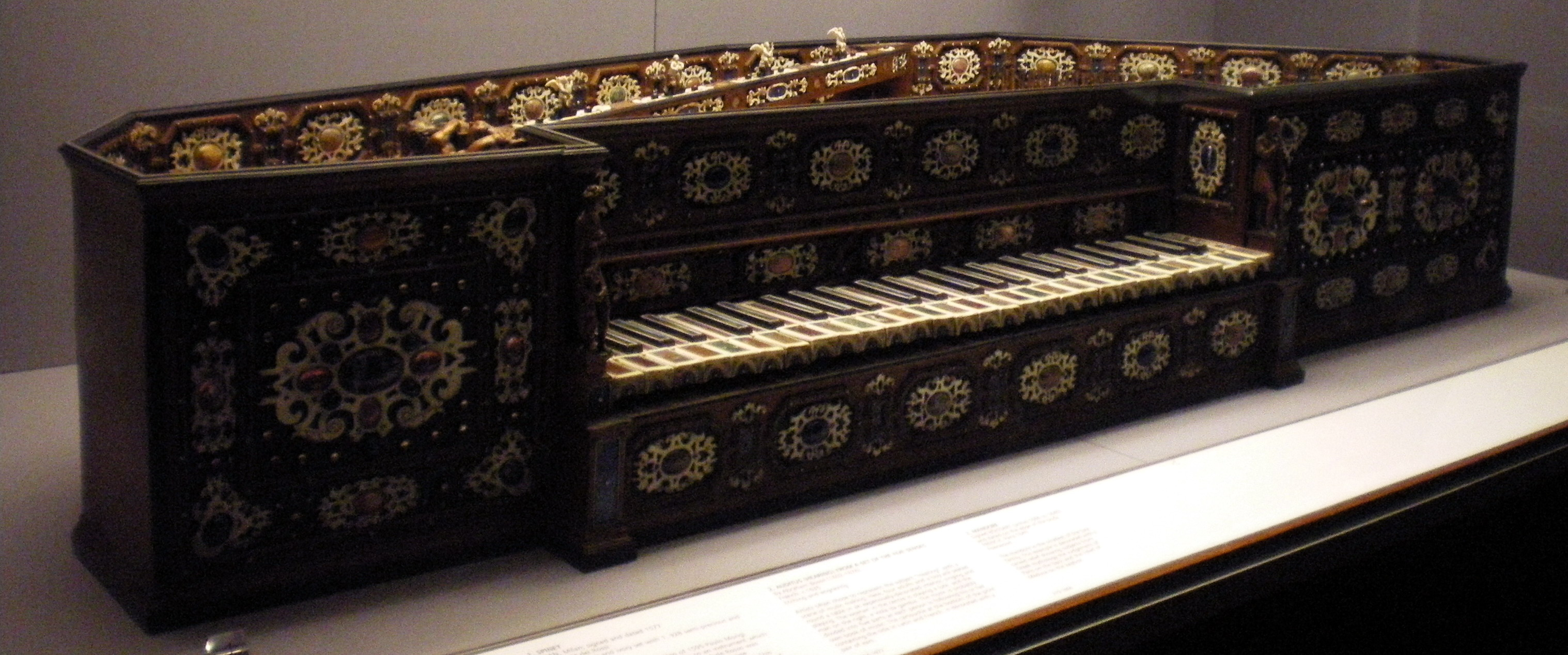
نمایی دیگر از اسپینت پنج‌ضلعی ساختهٔ آنیباله دِئی روسی.
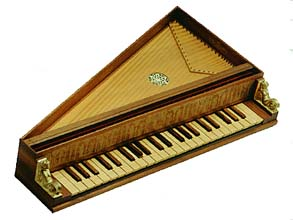
یک اسپینت پنج ضلعی.
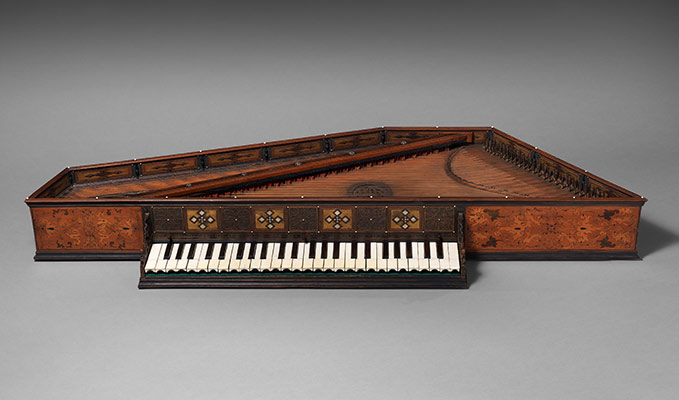
یک مدل از اسپینت پنج ضلعی.
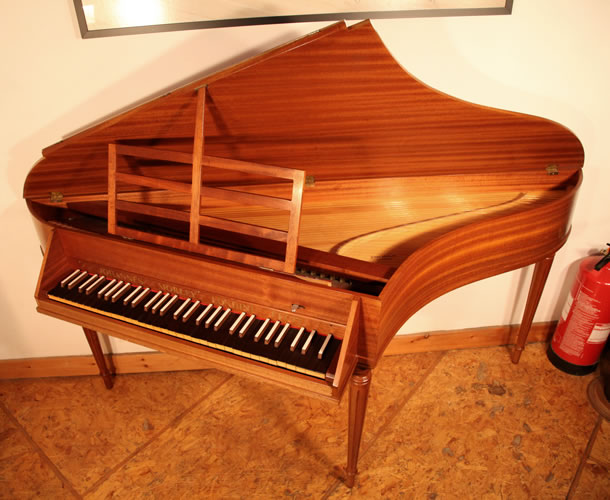
هارپسیکورد اسپینت مدرن.
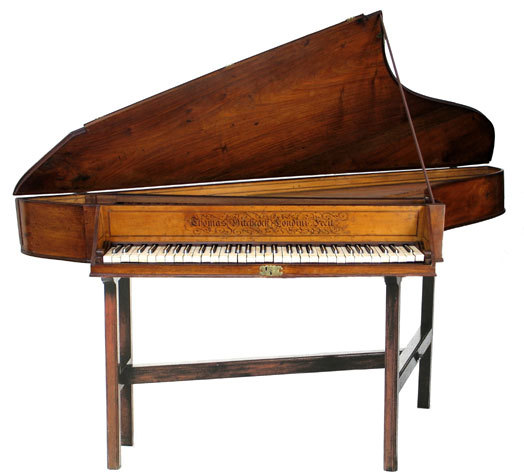
هارپسیکورد اسپینت
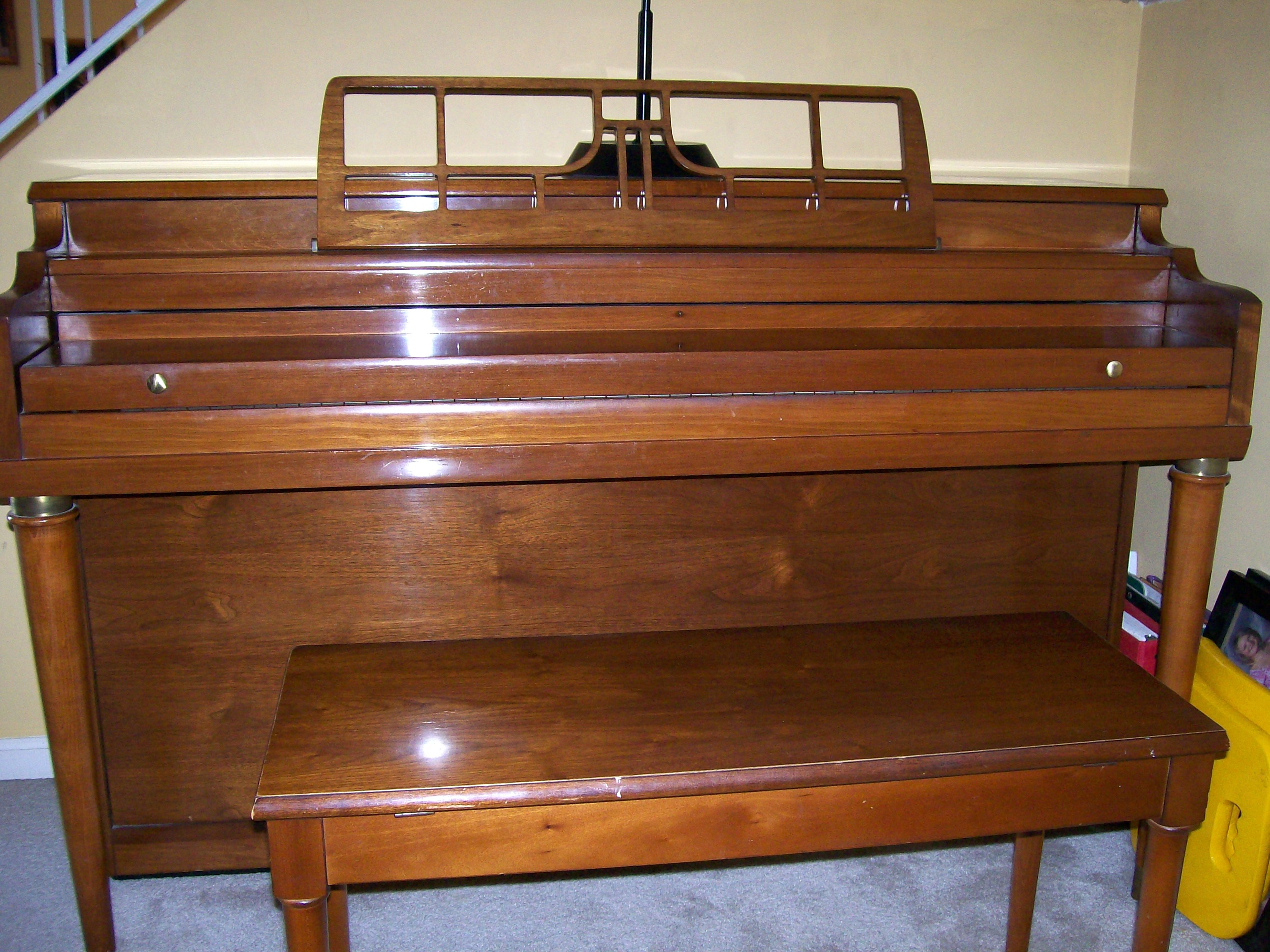
یک پیانو اسپینت، ساختهٔ گولبرانسن (Gulbransen).
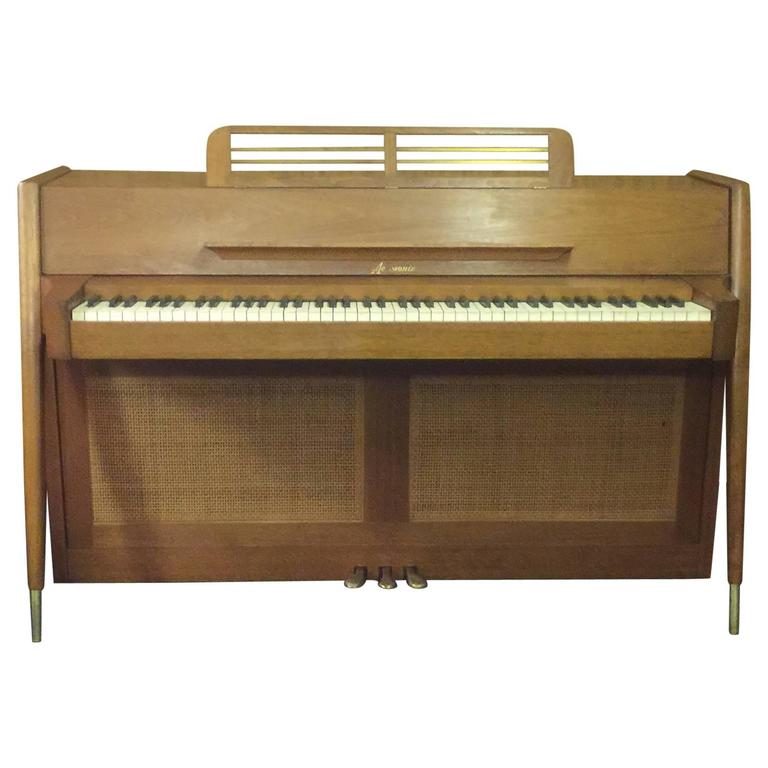
یک مدل از پیانو اسپینت.

## واژه‌نامه
1. ↑  Bachhaus
2. ↑  bookmatched veneering
3. ↑  Giovanni Spinetti
4. ↑  Virginals
5. ↑  choir of strings
6. ↑  eight-foot pitch
7. ↑  double-strung
8. ↑  tone quality
9. ↑  plucking points
10. ↑  higher harmonics
11. ↑  Gabriel von Max
12. ↑  Thomas Barton
13. ↑  Charles Haward
14. ↑  Stephen Keene
15. ↑  Thomas Hitchcock
16. ↑  multiple choirs of strings
17. ↑  changing stops
18. ↑  oval spinet
19. ↑  Medici court
20. ↑  Annibale dei Rossi
21. ↑  spinetta ovale
22. ↑  Clavecins Rouaud
23. ↑  quilled instruments
24. ↑  Elizabethan/Jacobean English
25. ↑  small quilled instrument
26. ↑  small harpsichord
27. ↑  clavichord
28. ↑  drop action
29. ↑  indirect blow action
30. ↑  stickers
31. ↑  extreme angling
32. ↑  sufficient length of strings
33. ↑  Baldwin
34. ↑  Acrosonic
35. ↑  Blue Book of Pianos
36. ↑  Winter and Company
37. ↑  Aeolian-American Corporation
38. ↑  Musette
39. ↑  Great Depression
40. ↑  Electone
41. ↑  Yamaha
42. ↑  spinet model
43. ↑  spinet harpsichord
44. ↑  spinet piano
45. ↑  small upright piano
46. ↑  controls
47. ↑  functions
48. ↑  intimidating
49. ↑  reed organs
50. ↑  automatic chord generation
51. ↑  manual
52. ↑  Typical Spinet organ
53. ↑  offset
54. ↑  pedalboard
55. ↑  octave
56. ↑  upper manual
57. ↑  bass
58. ↑  lower manual
59. ↑  stops
60. ↑  kickboard
61. ↑  Pedal keyboard
62. ↑  expression pedal
63. ↑  casual organist